# Geometra albopunctata
Geometra albopunctata là một loài bướm đêm trong họ Geometridae.